# Elvira Saadi
Elvira Saadi född den 2 januari 1952 i Tasjkent, Uzbekistan, är en före detta sovjetisk gymnast.
Hon tog OS-guld i lagmångkampen i samband med de olympiska gymnastiktävlingarna 1972 i München.
Hon tog även OS-guld i lagmångkampen i samband med de olympiska gymnastiktävlingarna 1976 i Montréal.